# Episodi di L'ora di Hitchcock (prima stagione)
La prima stagione della serie televisiva L'ora di Hitchcock  è composta da 32 episodi, trasmessi tra settembre 1962 e maggio 1963, ed è una diretta continuazione della serie originaria del 1955.
| nº | Titolo originale                     | Titolo italiano            | Prima TV USA      | Prima TV Italia |
| -- | ------------------------------------ | -------------------------- | ----------------- | --------------- |
| 1  | A Piece of the Action                | Lezione di gioco           | 20 settembre 1962 |                 |
| 2  | Don't Look Behind You                | L'assassino è dietro di te | 27 settembre 1962 |                 |
| 3  | Night of the Owl                     | La notte dell'incendio     | 4 ottobre 1962    |                 |
| 4  | I Saw the Whole Thing                | I cinque testimoni         | 11 ottobre 1962   |                 |
| 5  | Captive Audience                     | Partita a scacchi          | 18 ottobre 1962   |                 |
| 6  | Final Vow                            | La statuetta preziosa      | 25 ottobre 1962   |                 |
| 7  | Annabel                              | Annabel                    | 1º novembre 1962  |                 |
| 8  | House Guest                          | L'ospite                   | 8 novembre 1962   |                 |
| 9  | The Black Curtain                    | Il velo nero               | 11 novembre 1962  |                 |
| 10 | Day of Reckoning                     | La resa dei conti          | 22 novembre 1962  |                 |
| 11 | Ride the Nightmare                   | Gli amici ritornano        | 29 novembre 1962  |                 |
| 12 | Hangover                             | Passata la sbornia         | 6 dicembre 1962   |                 |
| 13 | Bonfire                              | Pioggia indiscreta         | 13 dicembre 1962  |                 |
| 14 | The Tender Poisoner                  | L'assassino innamorato     | 20 dicembre 1962  |                 |
| 15 | The Thirty-First of February         | Il fiammifero spento       | 4 gennaio 1963    |                 |
| 16 | What Really Happened                 | Tutto contro Eva           | 11 gennaio 1963   |                 |
| 17 | Forecast: Low Clouds and Coastal Fog | Volo 110: Sospeso          | 18 gennaio 1963   |                 |
| 18 | A Tangled Web                        | La ragnatela               | 25 gennaio 1963   |                 |
| 19 | To Catch a Butterfly                 | Un vicino pericoloso       | 2 febbraio 1963   |                 |
| 20 | The Paragon                          | Fino alla nausea           | 9 febbraio 1963   |                 |
| 21 | I'll Be Judge, I'll Be Jury          | Delitto oltre confine      | 15 febbraio 1963  |                 |
| 22 | Diagnosis: Danger                    | Pericolo invisibile        | 1º marzo 1963     |                 |
| 23 | The Lonely Hours                     | Tragica illusione          | 8 marzo 1963      |                 |
| 24 | The Star Juror                       | Le due verità              | 15 marzo 1963     |                 |
| 25 | The Long Silence                     | Il lungo silenzio          | 22 marzo 1963     |                 |
| 26 | An Out for Oscar                     | Il delitto perfetto        | 5 aprile 1963     |                 |
| 27 | Death and the Joyful Woman           | La moglie gioiosa          | 12 aprile 1963    |                 |
| 28 | Last Seen Wearing Blue Jeans         | La ragazza in blue jeans   | 19 aprile 1963    |                 |
| 29 | The Dark Pool                        | Il segreto di Dianne       | 3 maggio 1963     |                 |
| 30 | Dear Uncle George                    | Lettere a Zio George       | 10 maggio 1963    |                 |
| 31 | Run for Doom                         | Attento dottore            | 17 maggio 1963    |                 |
| 32 | Death of a Cop                       | A pesca con Philip         | 24 maggio 1963    |                 |

## Lezione di gioco

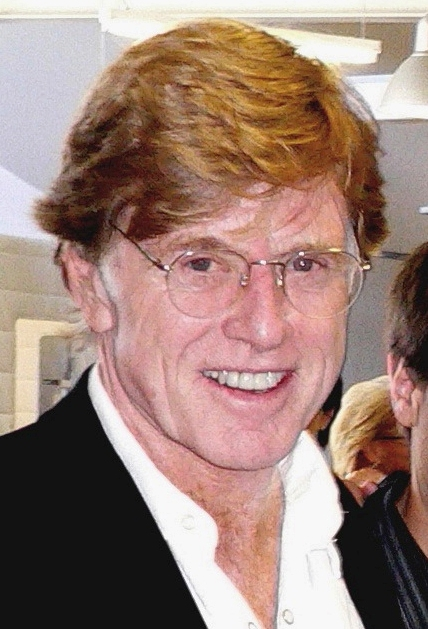
Robert Redford, protagonista del 1º episodio

- Titolo originale: A Piece of the Action
- Diretto da: Bernard Girard
- Scritto da: Alfred Hayes e Oliver H.P. Garrett

### Trama
Il Duca conduce una vita che tutti vorrebbero avere: è ricco, affascinante, navigato negli affari, ha una bella moglie e fa soldi vincendo a poker. Quando la moglie non sopporta più la sua passione per il gioco e paventa il divorzio, decide di smettere e di dedicarsi solo a lei. L'arrivo improvviso del fratello minore Chuck, interpretato da Robert Redford, spingerà il Duca a rivedere i suoi progetti: anche il fratello ama pericolosamente il poker. 
- Interpreti: Gig Young (Duke Marsden), Martha Hyer (Alice Marsden), Robert Redford (Chuck), Gene Evans (Ed Krutcher), Roger De Koven (Nate), Kreg Martin (Smiley), Dee J. Thompson (Kelly), Ralph Smiley (Waiter), Jack Sahakian (Gambler), Nick Dennis (Danny), Raymond Bailey (Allie Saxon)

## L'assassino è dietro di te
- Titolo originale: Don't Look Behind You
- Diretto da: John Brahm
- Scritto da: Barré Lyndon e Samuel Rogers

### Trama
Un misterioso assassino si aggira in un bosco che separa la casa del Prof. MacFarlane dal campus universitario. Una ragazza del posto ha già trovato la morte e il prossimo obiettivo dell'assassino sembra essere Daphne, biologa all'università, seguita da qualcuno una sera mentre si recava dal professore. Il fidanzato Herald, psicologo, teme per la sua vita e così escogita una trappola per scoprire chi è l'assassino. 
- Interpreti: Jeffrey Hunter (Harold), Vera Miles (Daphne), Dick Sargent (Dave Fulton)

## La notte dell'incendio
- Titolo originale: Night of the Owl
- Diretto da: Alan Crosland Jr.
- Scritto da:  Richard Fielder (scenegg.), da un romanzo di Paul Winterton

### Trama
I terribili segreti dei veri genitori di una ragazza sono sul punto d'essere divulgati, il solo modo per tenerli nascosti è pagare un lauto riscatto.
- Interpreti: Brian Keith, Patricia Breslin, Mike Kellin e Philip Coolidge

## I cinque testimoni
- Titolo originale: I Saw the Whole Thing
- Diretto da: Alfred Hitchcock
- Scritto da: Henry Cecil e Henry Slesar

### Trama
Una sera cinque persone si trovano ad uno stesso incrocio dove assistono ad un grave incidente tra un'automobile e una moto: una ragazza in attesa del suo fidanzato, un ex colonnello intento a curare le sue rose, un vecchietto fuori da un bar, l'uomo che guidava l'auto dietro quella che ha commesso l'incidente e una ragazza che aspettava l'autobus. La vicenda finisce in tribunale: l'accusa per chi guidava l'auto è di omicidio colposo.  
- Interpreti: Ronnie Rondell Jr. (motociclista), Ben Pollock (Court Clerk), Barney Phillips (serg. Sweet), Philip Ober (col. John Hoey), William Newell (Sam Peterson), Maurice Manson (dottore), Rusty Lane (giudice Martin), Robert Karnes (sergente di polizia), Anthony Jochim (Foreman), Kenneth Harp (Bailiff), Claire Griswold (Joanne Dowling), John Forsythe (Michael Barnes), John Fiedler (Malcolm Stuart), Evans Evans (Penny Sanford), Marc Cavell (giovane), Lou Byrne (infermiera), John Zaremba (Richard Anderson), Kent Smith (Jerry O'Hara), Willis Bouchey (giudice B. Neilson)

## Partita a scacchi
- Titolo originale: Captive Audience
- Diretto da: Alf Kjellin
- Scritto da: John Bingham, William Link

### Trama
Un editore di libri gialli riceve dei nastri incisi da uno dei suoi scrittori di successo. L'uomo presenta, raccontandola in prima persona, la storia di un piano omicida non ancora compiuto. L'editore sospetta che non si tratti di un modo originale di proporre la trama dell'ennesimo giallo, ma di una vera confessione.
- Interpreti: Roland Winters  (Ivar West), Cosmo Sardo (croupier), Ed Nelson (Tom Keller), Arnold Moss (Victor Hartman), James Mason (Warren Barrow), Renee Godfrey (segretaria di Hartman), Angie Dickinson (Janet West/Janet Waverly), Bart Burns (Summers), Don Matheson (Jack Pierson), Sara Shane (Helen Barrow). Geraldine Wall (Mrs. Hurley)

## La statuetta preziosa
- Titolo originale: Final Vow
- Diretto da: Norman Lloyd
- Scritto da: Henry Slesar

### Trama
Suor Pamela ha da poco preso i voti ma i dubbi sulla sua vocazione la tormentano. L'anziana Suor Anna le chiede di recarsi da un uomo che aveva conosciuto prima di entrare in convento, ma che scoprì essere un poco di buono: affinché si redimesse pregò e gli scrisse lettere, senza successo. Dopo tanti anni, l'uomo ha deciso di regalare una preziosa statuetta al convento come segno di gratitudine. Ma durante il viaggio la statuetta viene rubata: Suor Pamela decide così di recuperarla, insieme con la propria vocazione. 
- Interpreti: R.G. Armstrong (William Downey), Isobel Elsom (madre del Reverendo), Clu Gulager (Jimmy Bresson), Carol Lynley (suor Pamela), Carmen Phillips (Bess Macken), Sara Taft (suor Lydia), Don Hanmer (Wormer)

## Annabel
- Titolo originale: Annabel
- Diretto da: Paul Henreid
- Scritto da: Robert Bloch

### Trama
David, chimico, vuole a tutti i costi riavere la sua ex fidanzata, Annabel, nonostante lei sia ormai sposata con Gerald. Sicuro che lei sia ancora innamorata di lui, prepara una grande sorpresa in una bella casa fuori New York per convincerla a raggiungerlo. Nemmeno il nervosismo del marito e le attenzioni di una collega, Linda, lo scoraggeranno dal suo intento. 
- Interpreti: Dean Stockwell (David H. Kelsey), Susan Oliver (Annabel Delaney), Kathleen Nolan (Linda Brennan), Gary Cockrell (Wes Carmichael)

## L'ospite
- Titolo originale: House Guest
- Diretto da: Alan Crosland Jr.
- Scritto da: Henry Slesar

### Trama
In un tranquillo pomeriggio di sole su una spiaggia californiana, Ray, un ex aviatore, salva la vita al piccolo Tony mentre sta per affogare in mare. La madre del ragazzo non sa come essergli riconoscente e lo invita a casa sua per una cena. Il marito è addirittura disposto a prestargli del denaro per avviare una sua piccola impresa, ma Ray non lo accetta: l'ha fatto solo per Tony, che è entusiasta di giocare con lui, e gli basta diventare amico di famiglia. Solo così la riconoscenza della famiglia nei suoi confronti si estinguerà.  
- Interpreti: Macdonald Carey (John Mitchell), Robert Sterling (Ray Roscoe), Peggy McCay (Sally Mitchell)

## Il velo nero
- Titolo originale: The Black Curtain
- Diretto da: Sydney Pollack
- Scritto da: Cornell Woolrich

### Trama
Un giovane, a seguito di un colpo subito sulla testa, riacquista la memoria perduta tre anni prima. Dovrà ricostruire la propria vita degli ultimi tre anni e difendersi dall'accusa di un delitto di cui non ha ricordo. 
- Interpreti: Richard Basehart (Phil Townsend), Lola Albright (Ruth Burke).

## La resa dei conti
- Titolo originale: Day of Reckoning
- Diretto da: Jerry Hopper
- Scritto da: Richard Levinson

### Trama
Durante un'uscita in barca con il marito e alcuni amici, Felicity viene spinta fuori bordo dal marito Paul dopo che lei non voleva rivelargli il nome dell'uomo con cui lo tradiva. Il corpo viene trovato dopo alcuni giorni ma Paul non sa ancora chi è l'uomo. 
- Interpreti: Barry Sullivan (Paul Sampson), Claude Akins (Jordan)

## Gli amici ritornano
- Titolo originale: Ride the Nightmare
- Diretto da: Bernard Girard
- Scritto da: Richard Matheson

### Trama
Christopher Martin riceve una telefonata a casa sua: un tizio dice che sta venendo ad ucciderlo. Lui e la moglie chiudono tutte le porte e le finestre; dice di chiamare la polizia ma in realtà non lo fa. L'uomo riesce ad entrare.
- Interpreti: Hugh O'Brian (Christopher Martin), Gena Rowlands (Helen Martin), John Anderson (Adam)

## Passata la sbornia
- Titolo originale: Hangover
- Diretto da: Bernard Girard
- Scritto da: Lou Rambeau

### Trama
Ed, creativo pubblicitario, appena sveglio sente che qualcosa non va: l'unica cosa che sa è che ha preso una sbornia memorabile. Ma i pezzi non sono al loro posto: si trova in una casa che non è la sua, con una donna che non è sua moglie, non ha più un lavoro e non sa perché. Comincia così a ricostruire la giornata precedente tramite diversi flashback, senza sapere cosa lo aspetterà alla fine della giornata.
- Interpreti: Tony Randall (Hadley Purvis), Jayne Mansfield (Marion), Robert P. Lieb (Bill Hunter)

## Pioggia indiscreta
- Titolo originale: Bonfire
- Diretto da: Joseph Pevney
- Scritto da: William D. Gordon, Alfred Hayes e V.S. Pritchett

### Trama
Una giovane ragazza si trasferisce nella casa ereditata dalla vecchia zia. Qui viene aiutata da un premuroso predicatore, che però nasconde un secondo fine.
- Interpreti: Craig Duncan (agente), Craig Curtis (giovane), Paul von Schreiber (giovane), Sam Weston (tassista), Patricia Collinge (Naomi Freshwater), Peter Falk (Robert Evans), Dina Merrill (Laura)

## L'assassino innamorato
- Titolo originale: The Tender Poisoner
- Diretto da: Leonard Horn
- Scritto da: Lukas Heller

### Trama
Philip confessa al suo migliore amico Peter di voler lasciare la moglie. C'è un'altra donna, Lorna, più giovane di lei, di cui si è innamorato. Philip non sa che anche la moglie Beatrice lo tradisce ma per via del suo carattere non riesce a chiederle il divorzio, arrivando ad escogitare un piano alternativo. Alle mosse maldestre di Philip si contrapporranno le poche ma efficaci mosse dell'amico Peter, anche lui infatuato di Lorna, fino ad un clamoroso ribaltamento finale.
- Interpreti: Dan Dailey, Howard Duff, Jan Sterling

## Il fiammifero spento
- Titolo originale: The Thirty-First of February
- Diretto da: Alf Kjellin
- Scritto da: Richard Matheson e Julian Symons

### Trama
Andrew Anderson, dirigente pubblicitario, una sera trova la moglie morta in cantina. L'inchiesta ufficiale archivia il caso come una caduta accidentale dalle scale. Ma da quel giorno per il signor Anderson comincia l'inferno. Avvengono strani episodi: sembra che qualcuno faccia di tutto per alimentare in lui il ricordo della tragica morte della moglie anziché allontanarlo. Andrew conosce la verità ma forse non è l'unico.
- Interpreti: Elizabeth Allen (Molly O'Rourke), David Wayne (Andrew Anderson), William Sargent (Peter Granville), Bob Crane (Charlie Lessing), Staats Cotsworth (Mr. Vincent), King Calder (Riverton), Bernadette Hale (Miss Wright), Kathleen O'Malley (Valerie Anderson), Steve Gravers (psichiatra), William Conrad (serg. Cresse)

## Tutto contro Eva
- Titolo originale: What Really Happened
- Diretto da: Jack Smight
- Scritto da: Henry Slesar

### Trama
La bella Eva vive grazie ai soldi del marito Howard, avvocato, e ospita in casa una cara amica con suo figlio. Quando il marito decide di mandarli via perché non sopporta più la presenza del bambino in casa sua, l'assassino entra in azione e avvelena Howard. La madre di lui accusa subito Eva, che finisce sotto processo. L'avvocato difensore fa di tutto per salvare Eva, ma alla fine del dibattimento l'unico a poterla aiutare sarà, paradossalmente, chi l'ha fatta incriminare. 
- Interpreti: Anne Francis, Ruth Roman, Gladys Cooper

## Volo 110: Sospeso
- Titolo originale: Forecast: Low Clouds and Coastal Fog
- Diretto da: Charles F. Haas
- Scritto da: Lee Erwin

### Trama
In una notte nascosta da una fitta nebbia, Karen è sola nella sua casa sul mare. Un uomo suona alla porta: è rimasto senza benzina, ha dovuto lasciare la sua ragazza in auto e chiede aiuto. Ma Karen non lo fa entrare. Più tardi la polizia è in casa sua: la ragazza è stata aggredita. Karen è assalita dal senso di colpa per non aver dato aiuto e su di lei incombe la minaccia di vendetta dell'uomo. Sulla casa di Karen cala la nebbia e la paura. Per fortuna vicino a lei ci sono un amico scrittore e tre giovani surfisti. 
- Interpreti: Inger Stevens (Karen Wilson), Dan O'Herlihy (Simon Carter), Richard Jaeckel (Tom) e Peter Brown (Ed)

## La ragnatela
- Titolo originale: A Tangled Web
- Diretto da: Alf Kjellin
- Scritto da: James Bridges

### Trama
David (Robert Redford) vive con la madre e per guadagnarsi da vivere ruba i gioielli di ricche signore che gli segnala il suo complice Karl. Quando, contro il parere della madre, si sposa con la cameriera di casa, la timida Marie, si rifugia dal suo complice ed è costretto a rivelare a sua moglie chi è in realtà. Ciononostante, Marie resterà al suo fianco, anche quando David sarà sospettato di un reato più grave del furto.
- Interpreti: Robert Redford (David Chesterman), Zohra Lampert (Marie Petit) e Barry Morse (Karl Gault)

## Un vicino pericoloso
- Titolo originale: To Catch a Butterfly
- Diretto da: David Lowell Rich
- Scritto da: Richard Fielder

### Trama
Una giovane coppia sposata si trasferisce in seguito alla promozione del marito. Sin da subito il figlio dei vicini sembra dimostrare del risentimento nei confronti dei nuovi arrivati. Il marito della coppia è ben intenzionato nei suoi confronti e cerca il dialogo sia con lui che con il padre, ma il ragazzo arriva ad usare la violenza mentre il padre nega che suo figlio abbia dei problemi perché la sua educazione è stata impeccabile.
- Interpreti: Bradford Dillman (Bill Nelson), Diana Hyland (Janet Nelson), Edward Asner (Jack Stander) e June Dayton (Barbara Stander)

## Fino alla nausea
- Titolo originale: The Paragon
- Diretto da: Jack Smight
- Scritto da: Alfred Hayes

### Trama
Alice Pemberton da qualche tempo vive un incubo ricorrente: un'ombra entra attraverso le tende della sua camera mentre è a letto. Qualche giorno trascorso da sua madre per riprendersi non scaccia via l'incubo. Ma Alice decide ugualmente di ritornare a casa. L'accoglienza non sembra essere delle migliori: trova una sua fotografia strappata e rimessa nella cornice e una boccettina di barbiturici in una giacca del marito. Anche i suoi fratelli e le persone di famiglia paiono tutto fuorché entusiasti che si sia ripresa.  
- Interpreti: Joan Fontaine (Alice Pemberton) e Gary Merrill (Mr. Pemberton)

## Delitto oltre confine
- Titolo originale: I'll Be Judge - I'll Be Jury
- Diretto da: James Sheldon
- Scritto da: Lukas Heller

### Trama
Una tranquilla gita fuori porta si trasforma in una giornata terribile per Mak: sua moglie viene strangolata. La polizia ha un sospetto su un americano che lavora in un negozio di accessori per barche ma non ha prove. Dapprima con la collaborazione della polizia, poi di sua iniziativa, Mark cercherà di far confessare l'uomo.
- Interpreti: Peter Graves (Mark Needham) e Albert Salmi (Theodore Bond)

## Pericolo invisibile
- Titolo originale: Diagnosis: Danger
- Diretto da: Sydney Pollack
- Scritto da: Roland Kibbee

### Trama
Il ritrovamento di un cadavere scatena in poco tempo una potenziale epidemia d'antrace.
- Interpreti: Michael Parks (Dr. Daniel Dana) e Charles McGraw (Dr. Simon P. Oliver)

## Tragica illusione
- Titolo originale: The Lonely Hours
- Diretto da: Jack Smight
- Scritto da: William D. Gordon, da un romanzo di Celia Fremlin

### Trama
Il signor Henderson è lontano per lavoro: la signora Henderson bada alle sue due figlie e alla figlia di una sua amica e ospita da poco in una stanza della sua casa la signora Brandon. In un tale contesto femminile un uomo farebbe forse fatica a parlare: l'unico personaggio maschile è Lonney, il più piccolo degli Henderson, di soli 7 mesi. È adorato da tutti, ma proprio tutti, anche dall'estranea signora Brandon. 
- Interpreti: Nancy Kelly (Vera Brandon) e Gena Rowlands (Louise Henderson)

## Le due verità
- Titolo originale: The Star Juror
- Diretto da: Herschel Daugherty
- Scritto da: James Bridges (scenegg.), da un romanzo di Francis Didelot

### Trama
George Davies, dopo aver accidentalmente ucciso una donna, si ritrova costretto a fare da giurato al processo contro il fidanzato della vittima, accusato erroneamente dalla polizia d'essere il colpevole dell'omicidio.
- Interpreti: Dean Jagger (George Davies), Betty Field (Jenny Davies), Will Hutchins (J.J. Fenton) e Crahan Denton (Sceriffo Walter Watson)

## Il lungo silenzio
- Titolo originale: The Long Silence
- Diretto da: Robert Douglas
- Scritto da: Charles Beaumont e William D. Gordon (scenegg.), da una storia di Hilda Lawrence

### Trama
Nora è paralizzata e non riesce più a parlare: è caduta dalle scale in uno scontro col suo secondo marito Ralph. Conosce una terribile verità: dopo aver sottratto 200.000 dollari dall'azienda di famiglia, Ralph era pronto a fuggire se il figliastro non lo avesse scoperto e per questo motivo lo ha ucciso. La storia si dipana in un crescendo di tensione fra il desiderio di parlare e la paura di essere uccisa dal marito. Alfred Hitchcock, al termine dell'episodio, dice: "Mi sono vestito da me stesso per dirvi semplicemente buonanotte".
- Interpreti: Michael Rennie (Ralph Manson), Phyllis Thaxter (Nora Cory Manson), Jim McMullan (George Cory) e Natalie Trundy (Jean Dekker)

## Il delitto perfetto
- Titolo originale: An Out for Oscar
- Diretto da: Bernard Girard
- Scritto da: David Goodis (scenegg.), da una novella di Henry Kane

### Trama
Un banchiere di nome Oscar si sposa con la donna dei suoi sogni, purtroppo per lui è un matrimonio di puro interesse per la moglie che si rivela essere crudele e grezza. Frustrato Oscar cerca una via d'uscita che gli viene offerta dall'ex di sua moglie (un ladruncolo), pronto ad ucciderla in cambio dell'aiuto di Oscar in una rapina nella banca in cui lavora.
- Interpreti: Henry Silva (Bill Grant), Linda Christian (Eva Ashley), Larry Storch (Oscar) e Alan Napier (Mr. Hodges)

## La moglie gioiosa
- Titolo originale: Death and the Joyful Woman
- Diretto da: John Brahm
- Scritto da: James Bridges, da un romanzo di Edith Pargeter

### Trama
Il ricco Luis Aguilar è un dispotico uomo d'affari deciso ad abusare della vita di chiunque intorno a lui pur di soddisfare le sue mire: spinge il figlio a sposare la figlia del produttore concorrente per mettere le mani sulla sua azienda; illude Ruth, che ha aspettato, invano, che la moglie di Luis morisse per ricevere da lui una richiesta di matrimonio; richiesta che Luis rivolge a sorpresa alla figlia del produttore respinta dal figlio. Ma in questo intrigo nessuno ci rimetterà di più di un semplice e innocente cameriere. 
- Interpreti: Gilbert Roland (Luis Aguilar) e Laraine Day (Ruth)

## La ragazza in blue jeans
- Titolo originale: Last Seen Wearing Blue Jeans
- Diretto da: Alan Crosland Jr.
- Scritto da: Lou Rambeau (scenegg.), da un romanzo di Amber Dean

### Trama
Durante una gita con i genitori al confine tra Messico e Stati Uniti, una ragazza inglese sale per sbaglio su un'altra auto e, addormentatasi, si ritrova in un garage. Mentre l'autista, un ladro, litiga con i suoi due complici, la ragazza assiste al suo omicidio e, scoperta, scappa. Si ritrova non sa bene dove, in Messico, senza parlare una parola di spagnolo e con due assassini alle calcagna. 
- Interpreti: Michael Wilding (David Saunders), Anna Lee (Roberta Saunders), Katherine Crawford (Loren Saunders) e Randy Boone (Pete Tanner)

## Il segreto di Dianne
- Titolo originale: The Dark Pool
- Diretto da: Jack Smight
- Scritto da: Alec Coppel e William D. Gordon

### Trama
Il piccolo figlio adottato da Dianne Castillejo muore annegato in piscina mentre la madre si era assentata per poco tempo al telefono. La governante si assume la responsabilità dell'accaduto per non rendere pubblico che la sua cara Dianne continua ad abusare di alcool, nonostante le promesse fatte da tempo al marito. Ma il segreto di Dianne è conosciuto anche da Pedro, il maggiordomo, e dalla sua fidanzata, Consuelo. 
- Interpreti: Lois Nettleton (Dianne Castillejo) e David White (Lance Hawthorn)

## Lettere a Zio George
- Titolo originale: Dear Uncle George
- Diretto da: Joseph M. Newman
- Scritto da: James Bridges, Richard Levinson e William Link

### Trama
John Chambers, curatore della rubrica Zio George, a cui i lettori scrivono per ricevere consigli di ogni tipo, scopre dalla lettera di una vicina di casa che la moglie lo tradisce. I due litigano e lui la uccide. Sembra un delitto perfetto: nessuno sospetta di lui, la polizia ha prove sufficienti per incriminare l'amante. 
- Interpreti: Gene Barry (John Chambers), John Larkin (Simon Aldritch), Patricia Donahue (Louise Chambers) e Dabney Coleman (Tom Esterow)

## Attento dottore
- Titolo originale: Run for Doom
- Diretto da: Bernard Girard
- Scritto da: James Bridges (scenegg.), da una novella di Henry Kane

### Trama
Il giovane dottor Don Reed s'innamora di una seducente cantante di night club e nonostante il parere contrario del padre la sposa. La loro relazione si trasformerà ben presto in un incubo.
- Interpreti: John Gavin (Dr. Don Reed), Diana Dors (Nickie Carole), Scott Brady (Bill Floyd) e Tom Skerritt (Dr. Frank Farmer)

## A pesca con Philip
- Titolo originale: Death of a Cop
- Diretto da: Joseph M. Newman
- Scritto da: Leigh Brackett (scenegg.), da una novella di Douglas Warner

### Trama
Il poliziotto Paul Reardon è pronto a tutto pur di vendicare la morte del figlio, anch'esso agente di polizia, cercando di stanare la gang responsabile della sua morte.
- Interpreti: Victor Jory (Paul Reardon), Peter Brown (Philp Reardon), John Marley (Ed Singer) e Richard Jaeckel (Boxer)